# Трояновиці (Малопольське воєводство)
Трояновиці (пол. Trojanowice) — село в Польщі, у гміні Зельонки Краківського повіту Малопольського воєводства.
Населення — 822 особи (2011).
У 1975-1998 роках село належало до Краківського воєводства.

## Демографія
Демографічна структура станом на 31 березня 2011 року:
|          | Загалом | Допрацездатний вік | Працездатний вік | Постпрацездатний вік |
| -------- | ------- | ------------------ | ---------------- | -------------------- |
| Чоловіки | 409     | 95                 | 285              | 29                   |
| Жінки    | 413     | 89                 | 249              | 75                   |
| Разом    | 822     | 184                | 534              | 104                  |